# McLeansboro (Illinois)
McLeansboro je grad u američkoj saveznoj državi Ilinois. Prema popisu stanovništva iz 2010. u njemu je živjelo 2.883 stanovnika.